# Tim Veldt
Tim Veldt (Amstelveen, 14 de fevereiro de 1984) é um ciclista holandês que participa em competições de ciclismo de pista. Se define como velocista.
Obteve uma medalha de bronze no tandem do Campeonato Mundial de 1978, em Munique.
Durante o Mundial de Pista de 2015, Veldt conquistou a medalha de prata na velocidade por equipes, juntamente com Theo Bos e Teun Mulder.
Nas Olimpíadas de 2008 em Pequim, Veldt competiu na prova de velocidade, terminando na quinta posição.
Em Londres 2012, obteve a sétima colocação na perseguição por equipes de 4 km.